# Élections cantonales de 2008 dans l'Ain
Les élections cantonales ont eu lieu les 9 et 16 mars 2008.

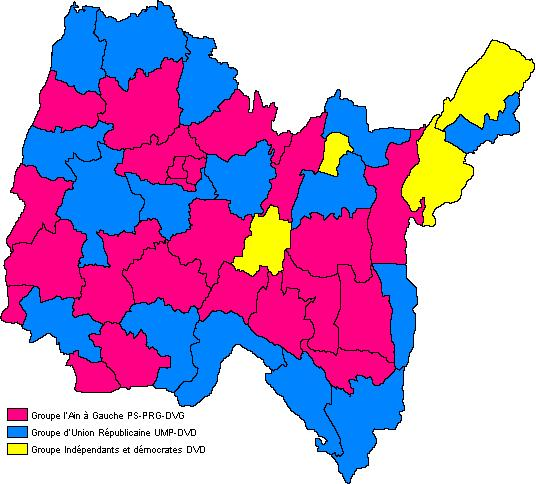
Carte des cantons de l'Ain à l'issue du renouvellement des élections cantonales françaises de 2008

## Contexte départemental

### Assemblée départementale sortante
Le conseil général de l'Ain est présidé par Charles de La Verpillière (UMP). Il comprend 43 conseillers généraux issus des 43 cantons de l'Ain. 21 d'entre eux sont renouvelables lors de ces élections. 
| Parti                             | Sigle | Élus |
| --------------------------------- | ----- | ---- |
| Majorité (24 sièges)              |       |      |
| Union pour un mouvement populaire | UMP   | 16   |
| Divers droite                     | DVD   | 6    |
| Debout la République              | DLR   | 2    |
| Opposition (19 sièges)            |       |      |
| Divers gauche                     | DVG   | 15   |
| Parti socialiste                  | PS    | 4    |
| Président du Conseil général      |       |      |
| Charles de La Verpillière (UMP)   |       |      |

## Résultats à l'échelle du département
| Étiquette      | Étiquette                         | Premier tour | Premier tour | Second tour | Second tour | Total |
| Étiquette      | Étiquette                         | Voix         | %            | Voix        | %           | Total |
| -------------- | --------------------------------- | ------------ | ------------ | ----------- | ----------- | ----- |
|                | Divers gauche                     | 17 169       | 15,63        | 16 713      | 35,05       | 8     |
|                | Parti socialiste                  | 13 437       | 12,23        | 7 277       | 15,26       | 3     |
|                | Parti communiste français         | 5 461        | 4,97         |             |             |       |
|                | Parti radical de gauche           | 2 824        | 2,57         | 1 755       | 3,68        | 1     |
|                | Les Verts                         | 2 106        | 1,92         |             |             |       |
| Gauche         | Gauche                            | 41 830       | 37,54        | 25 745      | 54          | 12    |
|                |                                   |              |              |             |             |       |
|                | Union pour un mouvement populaire | 40 214       | 36,62        | 18 134      | 38,03       | 7     |
|                | Divers droite                     | 14 911       | 13,58        | 3 800       | 7,97        | 2     |
|                | Front national                    | 7 717        | 7,03         |             |             |       |
|                | Mouvement démocrate               | 3 480        | 3,17         |             |             |       |
|                | Nouveau Centre                    | 1 050        | 0,96         |             |             |       |
| Droite         | Droite                            | 67 372       | 61,36        | 21 934      | 46          | 9     |
|                |                                   |              |              |             |             |       |
|                | Écologistes                       | 1 460        | 1,33         |             |             |       |
|                |                                   |              |              |             |             |       |
| Inscrits       | Inscrits                          | 180 766      | 100,00       | 94 815      | 100,00      |       |
| Abstentions    | Abstentions                       | 66 935       | 37,03        | 45 641      | 48,14       |       |
| Votants        | Votants                           | 113 831      | 62,97        | 49 174      | 51,86       |       |
| Blancs et nuls | Blancs et nuls                    | 4 002        | 3,52         | 1 495       | 3,04        |       |
| Exprimés       | Exprimés                          | 109 829      | 96,48        | 47 679      | 96,96       |       |

### Résultats en nombre de sièges
| Parti | Parti | Sièges mis en jeu | Élus | Évolution     |
| ----- | ----- | ----------------- | ---- | ------------- |
|       | DVG   | 5                 | 10   | 3             |
|       | PRG   | 0                 | 1    | 1             |
|       | UMP   | 8                 | 5    | 3             |
|       | DVD   | 4                 | 2    | 2             |
|       | DLF   | 2                 | 2    | en stagnation |
|       | PS    | 2                 | 3    | 1             |

### Assemblée départementale à l'issue des élections
| Parti                             | Sigle | Élus |
| --------------------------------- | ----- | ---- |
| Majorité (24 sièges)              |       |      |
| Divers gauche                     | DVG   | 18   |
| Parti socialiste                  | PS    | 5    |
| Parti radical de gauche           | PRG   | 1    |
| Opposition (19 sièges)            |       |      |
| Union pour un mouvement populaire | UMP   | 13   |
| Divers droite                     | DVD   | 4    |
| Debout la République              | DLR   | 2    |
| Président du Conseil général      |       |      |
| Rachel Mazuir (PS)                |       |      |

### Liste des élus
| Canton                      | Conseiller sortant        | Parti | Parti | Conseiller élu            | Parti | Parti |
| --------------------------- | ------------------------- | ----- | ----- | ------------------------- | ----- | ----- |
| Ambérieu-en-Bugey           | Daniel Benassy            |       | DVG   | Daniel Benassy            |       | DVG   |
| Bourg-en-Bresse-Est         | Rachel Mazuir             |       | PS    | Rachel Mazuir             |       | PS    |
| Bourg-en-Bresse-Nord-Centre | Christophe Feillens       |       | UMP   | Guillaume Lacroix         |       | PRG   |
| Bourg-en-Bresse-Sud         | Jean-Paul Rodet           |       | PS    | Jean-Paul Rodet           |       | PS    |
| Brénod                      | Michel Rivat              |       | DVG   | Michel Rivat              |       | DVG   |
| Ceyzériat                   | Jean-Yves Flochon         |       | UMP   | Jean-Yves Flochon         |       | UMP   |
| Chalamont                   | Jean-Pierre Billot        |       | DVD   | Gérard Branchy            |       | DVG   |
| Champagne-en-Valromey       | Helmut Schwenzer          |       | UMP   | Jean-Baptiste Zambelli    |       | DVG   |
| Collonges                   | Daniel Juliet             |       | DVD   | Daniel Juliet             |       | DVD   |
| Gex                         | Gérard Paoli              |       | UMP   | Gérard Paoli              |       | UMP   |
| Izernore                    | Laurence Jeanneret-Nguyen |       | UMP   | Mario Borroni             |       | DVG   |
| Lagnieu                     | Charles de La Verpillière |       | UMP   | Charles de La Verpillière |       | UMP   |
| Meximieux                   | Claude Marcou             |       | UMP   | Claude Marcou             |       | UMP   |
| Montrevel-en-Bresse         | Bernard Fonteneau         |       | DVG   | Jean-Pierre Roche         |       | DVG   |
| Oyonnax-Nord                | Alexandre Tachdjian       |       | DVD   | Alexandre Tachdjian       |       | DVD   |
| Oyonnax-Sud                 | Michel Perraud            |       | DVD   | Michel Perraud            |       | DVD   |
| Pont-de-Vaux                | Henri Guillermin          |       | UMP   | Henri Guillermin          |       | UMP   |
| Reyrieux                    | Olivier Eyraud            |       | UMP   | Olivier Eyraud            |       | UMP   |
| Saint-Rambert-en-Bugey      | Gilbert Bouchon           |       | DVG   | Gilbert Bouchon           |       | DVG   |
| Saint-Trivier-sur-Moignans  | Ginette Frappé            |       | DVD   | Christine Gonnu           |       | PS    |
| Treffort-Cuisiat            | Denis Perron              |       | DVG   | Denis Perron              |       | DVG   |

## Résultats par canton

### Canton d'Ambérieu-en-Bugey
| Candidats      | Candidats          | Étiquette      | Premier tour | Premier tour | Second tour | Second tour |
| Candidats      | Candidats          | Étiquette      | Voix         | %            | Voix        | %           |
| -------------- | ------------------ | -------------- | ------------ | ------------ | ----------- | ----------- |
|                | Daniel Benassy*    | DVG            | 3 212        | 38,38        | 4 931       | 65,55       |
|                | Gilles Piralla     | DVD            | 2 215        | 26,47        | 2 591       | 34,45       |
|                | Jacques Magdelaine | DVD            | 824          | 9,85         |             |             |
|                | Fernand Roustit    | PCF            | 813          | 9,71         |             |             |
|                | Thierry Robin      | FN             | 657          | 7,85         |             |             |
|                | Pierre Ferrarèse   | UDF            | 648          | 7,74         |             |             |
|                |                    |                |              |              |             |             |
| Inscrits       | Inscrits           | Inscrits       | 14 427       | 100,00       | 14 427      | 100,00      |
| Abstentions    | Abstentions        | Abstentions    | 5 795        | 40,17        | 6 639       | 46,02       |
| Votants        | Votants            | Votants        | 8 632        | 59,83        | 7 788       | 53,98       |
| Blancs et nuls | Blancs et nuls     | Blancs et nuls | 263          | 3,05         | 266         | 3,42        |
| Exprimés       | Exprimés           | Exprimés       | 8 369        | 96,95        | 7 522       | 96,58       |

*sortant

### Canton de Bourg-en-Bresse-Est
| Candidats      | Candidats         | Étiquette      | Premier tour | Premier tour | Second tour | Second tour |
| Candidats      | Candidats         | Étiquette      | Voix         | %            | Voix        | %           |
| -------------- | ----------------- | -------------- | ------------ | ------------ | ----------- | ----------- |
|                | Rachel Mazuir*    | PS             | 2 241        | 47,87        | 2 169       | 63,64       |
|                | Denis Pritzy      | UMP            | 1 402        | 29,95        | 1 239       | 36,36       |
|                | Hervé Chambrion   | UDF            | 484          | 10,34        |             |             |
|                | Luigi Raschitelli | NC             | 281          | 6,00         |             |             |
|                | Jean Leclair      | PCF            | 273          | 5,83         |             |             |
|                |                   |                |              |              |             |             |
| Inscrits       | Inscrits          | Inscrits       | 8 769        | 100,00       | 8 769       | 100,00      |
| Abstentions    | Abstentions       | Abstentions    | 3 880        | 44,25        | 5 263       | 60,02       |
| Votants        | Votants           | Votants        | 4 889        | 55,75        | 3 506       | 39,98       |
| Blancs et nuls | Blancs et nuls    | Blancs et nuls | 208          | 4,25         | 98          | 2,80        |
| Exprimés       | Exprimés          | Exprimés       | 4 681        | 95,75        | 3 408       | 97,20       |

*sortant

### Canton de Bourg-en-Bresse-Nord-Centre
| Candidats      | Candidats               | Étiquette      | Premier tour | Premier tour | Second tour | Second tour |
| Candidats      | Candidats               | Étiquette      | Voix         | %            | Voix        | %           |
| -------------- | ----------------------- | -------------- | ------------ | ------------ | ----------- | ----------- |
|                | Christophe Feillens*    | UMP            | 1 689        | 43,40        | 1 401       | 44,39       |
|                | Guillaume Lacroix       | PRG            | 1 548        | 39,77        | 1 755       | 55,61       |
|                | Frantz Devolder         | UDF            | 262          | 6,73         |             |             |
|                | Pascal Borgo            | PCF            | 227          | 5,83         |             |             |
|                | Marie-Lucienne Catherin | FN             | 166          | 4,27         |             |             |
|                |                         |                |              |              |             |             |
| Inscrits       | Inscrits                | Inscrits       | 6 727        | 100,00       | 6 727       | 100,00      |
| Abstentions    | Abstentions             | Abstentions    | 2 727        | 40,54        | 3 512       | 52,21       |
| Votants        | Votants                 | Votants        | 4 000        | 59,46        | 3 215       | 47,79       |
| Blancs et nuls | Blancs et nuls          | Blancs et nuls | 108          | 2,70         | 59          | 1,84        |
| Exprimés       | Exprimés                | Exprimés       | 3 892        | 97,30        | 3 156       | 98,16       |

*sortant

### Canton de Bourg-en-Bresse-Sud
| Candidats      | Candidats        | Étiquette      | Premier tour | Premier tour |
| Candidats      | Candidats        | Étiquette      | Voix         | %            |
| -------------- | ---------------- | -------------- | ------------ | ------------ |
|                | Jean-Paul Rodet* | PS             | 2 349        | 54,21        |
|                | Françoise Bozon  | UMP            | 1 734        | 40,02        |
|                | Lydie Gimenez    | PCF            | 250          | 5,77         |
|                |                  |                |              |              |
| Inscrits       | Inscrits         | Inscrits       | 7 501        | 100,00       |
| Abstentions    | Abstentions      | Abstentions    | 3 010        | 40,13        |
| Votants        | Votants          | Votants        | 4 491        | 59,87        |
| Blancs et nuls | Blancs et nuls   | Blancs et nuls | 158          | 3,52         |
| Exprimés       | Exprimés         | Exprimés       | 4 333        | 96,48        |

*sortant

### Canton de Brénod
| Candidats      | Candidats          | Étiquette      | Premier tour | Premier tour | Second tour | Second tour |
| Candidats      | Candidats          | Étiquette      | Voix         | %            | Voix        | %           |
| -------------- | ------------------ | -------------- | ------------ | ------------ | ----------- | ----------- |
|                | Michel Rivat*      | DVG            | 1 070        | 49,88        | 1 069       | 55,53       |
|                | François Dezecache | DVD            | 932          | 43,45        | 856         | 44,47       |
|                | Sylvie Chauffard   | FN             | 143          | 6,67         |             |             |
|                |                    |                |              |              |             |             |
| Inscrits       | Inscrits           | Inscrits       | 2 778        | 100,00       | 2 778       | 100,00      |
| Abstentions    | Abstentions        | Abstentions    | 543          | 19,55        | 781         | 28,11       |
| Votants        | Votants            | Votants        | 2 235        | 80,45        | 1 997       | 71,89       |
| Blancs et nuls | Blancs et nuls     | Blancs et nuls | 90           | 4,03         | 72          | 3,61        |
| Exprimés       | Exprimés           | Exprimés       | 2 145        | 95,97        | 1 925       | 96,39       |

*sortant

### Canton de Ceyzériat
| Candidats      | Candidats          | Étiquette      | Premier tour | Premier tour |
| Candidats      | Candidats          | Étiquette      | Voix         | %            |
| -------------- | ------------------ | -------------- | ------------ | ------------ |
|                | Jean-Yves Flochon* | UMP            | 2 908        | 64,78        |
|                | Michel Martelin    | PS             | 1 018        | 22,68        |
|                | Franck Ricol       | PCF            | 289          | 6,44         |
|                | Jérôme Buisson     | FN             | 274          | 6,10         |
|                |                    |                |              |              |
| Inscrits       | Inscrits           | Inscrits       | 6 448        | 100,00       |
| Abstentions    | Abstentions        | Abstentions    | 1 827        | 28,33        |
| Votants        | Votants            | Votants        | 4 621        | 71,67        |
| Blancs et nuls | Blancs et nuls     | Blancs et nuls | 132          | 2,86         |
| Exprimés       | Exprimés           | Exprimés       | 4 489        | 97,14        |

*sortant

### Canton de Chalamont
| Candidats      | Candidats                | Étiquette      | Premier tour | Premier tour | Second tour | Second tour |
| Candidats      | Candidats                | Étiquette      | Voix         | %            | Voix        | %           |
| -------------- | ------------------------ | -------------- | ------------ | ------------ | ----------- | ----------- |
|                | Laëtitia Billot-Trebucco | UMP            | 669          | 22,23        | 1 245       | 46,89       |
|                | Gérard Branchy           | DVG            | 539          | 17,91        | 1 410       | 53,11       |
|                | Jacky Garnier            | DVD            | 522          | 17,34        | Retrait     | Retrait     |
|                | Renée Casanova           | UDF            | 431          | 14,32        |             |             |
|                | Jean-Pierre Humbert      | DVG            | 398          | 13,22        |             |             |
|                | Patrick Charvieux        | ÉCO            | 187          | 6,21         |             |             |
|                | Nicole Bilski            | FN             | 178          | 5,91         |             |             |
|                | Albert Nallet            | PCF            | 86           | 2,86         |             |             |
|                |                          |                |              |              |             |             |
| Inscrits       | Inscrits                 | Inscrits       | 4 490        | 100,00       | 4 490       | 100,00      |
| Abstentions    | Abstentions              | Abstentions    | 1 384        | 30,82        | 1 697       | 37,80       |
| Votants        | Votants                  | Votants        | 3 106        | 69,18        | 2 793       | 62,20       |
| Blancs et nuls | Blancs et nuls           | Blancs et nuls | 96           | 3,09         | 138         | 4,94        |
| Exprimés       | Exprimés                 | Exprimés       | 3 010        | 96,91        | 2 655       | 95,06       |

### Canton de Champagne-en-Valromey
| Candidats      | Candidats              | Étiquette      | Premier tour | Premier tour | Second tour | Second tour |
| Candidats      | Candidats              | Étiquette      | Voix         | %            | Voix        | %           |
| -------------- | ---------------------- | -------------- | ------------ | ------------ | ----------- | ----------- |
|                | Jean-Baptiste Zambelli | DVG            | 1 277        | 46,30        | 1 631       | 65,58       |
|                | Helmut Schwenzer*      | UMP            | 791          | 28,68        | 856         | 34,42       |
|                | André Bolon            | DVD            | 329          | 11,93        |             |             |
|                | Hervé Lévêque          | UDF            | 240          | 8,70         |             |             |
|                | Fabrice Lapierre       | FN             | 121          | 4,39         |             |             |
|                |                        |                |              |              |             |             |
| Inscrits       | Inscrits               | Inscrits       | 3 863        | 100,00       | 3 863       | 100,00      |
| Abstentions    | Abstentions            | Abstentions    | 1 010        | 26,15        | 1 282       | 33,19       |
| Votants        | Votants                | Votants        | 2 853        | 73,85        | 2 581       | 66,81       |
| Blancs et nuls | Blancs et nuls         | Blancs et nuls | 95           | 3,33         | 94          | 3,64        |
| Exprimés       | Exprimés               | Exprimés       | 2 758        | 96,67        | 2 487       | 96,36       |

*sortant

### Canton de Collonges
| Candidats      | Candidats       | Étiquette      | Premier tour | Premier tour |
| Candidats      | Candidats       | Étiquette      | Voix         | %            |
| -------------- | --------------- | -------------- | ------------ | ------------ |
|                | Daniel Juliet*  | DVD            | 2 434        | 65,61        |
|                | Hubert Bertrand | PRG            | 1 276        | 34,39        |
|                |                 |                |              |              |
| Inscrits       | Inscrits        | Inscrits       | 5 979        | 100,00       |
| Abstentions    | Abstentions     | Abstentions    | 2 042        | 34,15        |
| Votants        | Votants         | Votants        | 3 937        | 65,85        |
| Blancs et nuls | Blancs et nuls  | Blancs et nuls | 227          | 5,77         |
| Exprimés       | Exprimés        | Exprimés       | 3 710        | 94,23        |

*sortant

### Canton de Gex
| Candidats      | Candidats                   | Étiquette      | Premier tour | Premier tour |
| Candidats      | Candidats                   | Étiquette      | Voix         | %            |
| -------------- | --------------------------- | -------------- | ------------ | ------------ |
|                | Gérard Paoli*               | UMP            | 5 618        | 67,87        |
|                | Henri Redier de la Villatte | PS             | 1 940        | 23,44        |
|                | Olivier Wyssa               | FN             | 720          | 8,70         |
|                |                             |                |              |              |
| Inscrits       | Inscrits                    | Inscrits       | 16 036       | 100,00       |
| Abstentions    | Abstentions                 | Abstentions    | 7 428        | 46,32        |
| Votants        | Votants                     | Votants        | 8 608        | 53,68        |
| Blancs et nuls | Blancs et nuls              | Blancs et nuls | 330          | 3,83         |
| Exprimés       | Exprimés                    | Exprimés       | 8 278        | 96,17        |

*sortant

### Canton d'Izernore
| Candidats      | Candidats                  | Étiquette      | Premier tour | Premier tour | Second tour | Second tour |
| Candidats      | Candidats                  | Étiquette      | Voix         | %            | Voix        | %           |
| -------------- | -------------------------- | -------------- | ------------ | ------------ | ----------- | ----------- |
|                | Michel Colletaz            | UMP            | 1 008        | 37,60        | 950         | 41,68       |
|                | Mario Borroni              | DVG            | 878          | 32,75        | 976         | 42,83       |
|                | Laurence Jeanneret-Nguyen* | DVD            | 605          | 22,57        | 353         | 15,49       |
|                | François Gros              | FN             | 190          | 7,09         |             |             |
|                |                            |                |              |              |             |             |
| Inscrits       | Inscrits                   | Inscrits       | 3 873        | 100,00       | 3 873       | 100,00      |
| Abstentions    | Abstentions                | Abstentions    | 1 117        | 28,84        | 1 546       | 39,92       |
| Votants        | Votants                    | Votants        | 2 756        | 71,16        | 2 327       | 60,08       |
| Blancs et nuls | Blancs et nuls             | Blancs et nuls | 75           | 2,72         | 48          | 2,06        |
| Exprimés       | Exprimés                   | Exprimés       | 2 681        | 97,28        | 2 279       | 97,94       |

*sortant

### Canton de Lagnieu
| Candidats      | Candidats                  | Étiquette      | Premier tour | Premier tour |
| Candidats      | Candidats                  | Étiquette      | Voix         | %            |
| -------------- | -------------------------- | -------------- | ------------ | ------------ |
|                | Charles de la Verpillière* | UMP            | 5 482        | 67,14        |
|                | Katia Philippe             | PCF            | 2 001        | 24,51        |
|                | Nicole de Lacheisserie     | FN             | 682          | 8,35         |
|                |                            |                |              |              |
| Inscrits       | Inscrits                   | Inscrits       | 13 279       | 100,00       |
| Abstentions    | Abstentions                | Abstentions    | 4 868        | 36,66        |
| Votants        | Votants                    | Votants        | 8 411        | 63,34        |
| Blancs et nuls | Blancs et nuls             | Blancs et nuls | 246          | 2,92         |
| Exprimés       | Exprimés                   | Exprimés       | 8 165        | 97,08        |

*sortant

### Canton de Meximieux
| Candidats      | Candidats           | Étiquette      | Premier tour | Premier tour | Second tour | Second tour |
| Candidats      | Candidats           | Étiquette      | Voix         | %            | Voix        | %           |
| -------------- | ------------------- | -------------- | ------------ | ------------ | ----------- | ----------- |
|                | Claude Marcou*      | DLR            | 3 050        | 35,58        | 3 226       | 54,01       |
|                | Arnaud Cavet        | PS             | 2 112        | 24,64        | 2 747       | 45,99       |
|                | Jean-Alex Pelletier | DVD            | 1 768        | 20,62        | Retrait     | Retrait     |
|                | Patrick Bouchard    | FN             | 844          | 9,84         |             |             |
|                | Brigitte Guérin     | Les Verts      | 799          | 9,32         |             |             |
|                |                     |                |              |              |             |             |
| Inscrits       | Inscrits            | Inscrits       | 13 947       | 100,00       | 13 947      | 100,00      |
| Abstentions    | Abstentions         | Abstentions    | 5 161        | 37,00        | 7 758       | 55,62       |
| Votants        | Votants             | Votants        | 8 786        | 63,00        | 6 189       | 44,38       |
| Blancs et nuls | Blancs et nuls      | Blancs et nuls | 213          | 2,42         | 216         | 3,49        |
| Exprimés       | Exprimés            | Exprimés       | 8 573        | 97,58        | 5 973       | 96,51       |

*sortant

### Canton de Montrevel-en-Bresse
| Candidats      | Candidats         | Étiquette      | Premier tour | Premier tour | Second tour | Second tour |
| Candidats      | Candidats         | Étiquette      | Voix         | %            | Voix        | %           |
| -------------- | ----------------- | -------------- | ------------ | ------------ | ----------- | ----------- |
|                | Jean-Pierre Roche | DVG            | 2 860        | 39,18        | 3 215       | 53,30       |
|                | Gérard Gallet     | UMP            | 2 432        | 33,32        | 2 817       | 46,70       |
|                | Patrice Thète     | UDF            | 1 015        | 13,91        |             |             |
|                | Maryse Favre      | ÉCO            | 436          | 5,97         |             |             |
|                | Morgan Benoît     | FN             | 394          | 5,40         |             |             |
|                | Jacques Hennebert | PCF            | 162          | 2,22         |             |             |
|                |                   |                |              |              |             |             |
| Inscrits       | Inscrits          | Inscrits       | 11 038       | 100,00       | 11 038      | 100,00      |
| Abstentions    | Abstentions       | Abstentions    | 3 461        | 31,36        | 4 825       | 43,71       |
| Votants        | Votants           | Votants        | 7 577        | 68,64        | 6 213       | 56,29       |
| Blancs et nuls | Blancs et nuls    | Blancs et nuls | 278          | 3,67         | 181         | 2,91        |
| Exprimés       | Exprimés          | Exprimés       | 7 299        | 96,33        | 6 032       | 97,09       |

### Canton d'Oyonnax-Nord
| Candidats      | Candidats              | Étiquette      | Premier tour | Premier tour |
| Candidats      | Candidats              | Étiquette      | Voix         | %            |
| -------------- | ---------------------- | -------------- | ------------ | ------------ |
|                | Alexandre Tachdjian*   | UMP            | 2 916        | 50,60        |
|                | Mylène Ferri           | PCF            | 920          | 15,96        |
|                | Jacques Gobet          | DVD            | 807          | 14,00        |
|                | Christiane Gouhaut     | FN             | 484          | 8,40         |
|                | Toufik Chergui         | UDF            | 400          | 6,94         |
|                | Bernadette Robert-Wyss | Les Verts      | 236          | 4,10         |
|                |                        |                |              |              |
| Inscrits       | Inscrits               | Inscrits       | 10 265       | 100,00       |
| Abstentions    | Abstentions            | Abstentions    | 4 335        | 42,23        |
| Votants        | Votants                | Votants        | 5 930        | 57,77        |
| Blancs et nuls | Blancs et nuls         | Blancs et nuls | 167          | 2,82         |
| Exprimés       | Exprimés               | Exprimés       | 5 763        | 97,18        |

*sortant

### Canton d'Oyonnax-Sud
| Candidats      | Candidats         | Étiquette      | Premier tour | Premier tour |
| Candidats      | Candidats         | Étiquette      | Voix         | %            |
| -------------- | ----------------- | -------------- | ------------ | ------------ |
|                | Michel Perraud*   | DVD            | 2 892        | 50,13        |
|                | Franck Pupunat    | PS             | 1 754        | 30,40        |
|                | Pierre Berthoux   | DVD            | 712          | 12,34        |
|                | Gilbert Dubouchet | FN             | 411          | 7,12         |
|                |                   |                |              |              |
| Inscrits       | Inscrits          | Inscrits       | 10 332       | 100,00       |
| Abstentions    | Abstentions       | Abstentions    | 4 418        | 42,76        |
| Votants        | Votants           | Votants        | 5 914        | 57,24        |
| Blancs et nuls | Blancs et nuls    | Blancs et nuls | 145          | 2,45         |
| Exprimés       | Exprimés          | Exprimés       | 5 769        | 97,55        |

*sortant

### Canton de Pont-de-Vaux
| Candidats      | Candidats         | Étiquette      | Premier tour | Premier tour |
| Candidats      | Candidats         | Étiquette      | Voix         | %            |
| -------------- | ----------------- | -------------- | ------------ | ------------ |
|                | Henri Guillermin* | UMP            | 3 202        | 84,04        |
|                | Richard Jourdan   | FN             | 608          | 15,96        |
|                |                   |                |              |              |
| Inscrits       | Inscrits          | Inscrits       | 6 497        | 100,00       |
| Abstentions    | Abstentions       | Abstentions    | 2 189        | 33,69        |
| Votants        | Votants           | Votants        | 4 308        | 66,31        |
| Blancs et nuls | Blancs et nuls    | Blancs et nuls | 498          | 11,56        |
| Exprimés       | Exprimés          | Exprimés       | 3 810        | 88,44        |

*sortant

### Canton de Reyrieux
| Candidats      | Candidats                 | Étiquette      | Premier tour | Premier tour | Second tour | Second tour |
| Candidats      | Candidats                 | Étiquette      | Voix         | %            | Voix        | %           |
| -------------- | ------------------------- | -------------- | ------------ | ------------ | ----------- | ----------- |
|                | Olivier Eyraud*           | DLR            | 4 397        | 45,97        | 4 138       | 54,31       |
|                | Charles Berthaud          | DVG            | 3 285        | 34,34        | 3 481       | 45,69       |
|                | Pierre Michaud            | Les Verts      | 1 071        | 11,20        |             |             |
|                | Jean-Loup de Lacheisserie | FN             | 812          | 8,49         |             |             |
|                |                           |                |              |              |             |             |
| Inscrits       | Inscrits                  | Inscrits       | 15 016       | 100,00       | 15 015      | 100,00      |
| Abstentions    | Abstentions               | Abstentions    | 5 225        | 34,80        | 7 236       | 48,19       |
| Votants        | Votants                   | Votants        | 9 791        | 65,20        | 7 779       | 51,81       |
| Blancs et nuls | Blancs et nuls            | Blancs et nuls | 226          | 2,31         | 160         | 2,06        |
| Exprimés       | Exprimés                  | Exprimés       | 9 565        | 97,69        | 7 619       | 97,94       |

*sortant

### Canton de Saint-Rambert-en-Bugey
| Candidats      | Candidats                | Étiquette      | Premier tour | Premier tour |
| Candidats      | Candidats                | Étiquette      | Voix         | %            |
| -------------- | ------------------------ | -------------- | ------------ | ------------ |
|                | Gilbert Bouchon*         | DVG            | 1 294        | 50,45        |
|                | Jean-Claude Marquis      | DVD            | 871          | 33,96        |
|                | Antonoio Marino-Morabito | PCF            | 212          | 8,27         |
|                | Fabrice Chevallier       | FN             | 188          | 7,33         |
|                |                          |                |              |              |
| Inscrits       | Inscrits                 | Inscrits       | 3 753        | 100,00       |
| Abstentions    | Abstentions              | Abstentions    | 1 096        | 29,20        |
| Votants        | Votants                  | Votants        | 2 657        | 70,80        |
| Blancs et nuls | Blancs et nuls           | Blancs et nuls | 92           | 3,46         |
| Exprimés       | Exprimés                 | Exprimés       | 2 565        | 96,54        |

*sortant

### Canton de Saint-Trivier-sur-Moignans
| Candidats      | Candidats        | Étiquette      | Premier tour | Premier tour | Second tour | Second tour |
| Candidats      | Candidats        | Étiquette      | Voix         | %            | Voix        | %           |
| -------------- | ---------------- | -------------- | ------------ | ------------ | ----------- | ----------- |
|                | Christine Gonnu  | PS             | 2 023        | 33,89        | 2 361       | 51,07       |
|                | Alexis Grandin   | UMP            | 1 917        | 32,11        | 2 262       | 48,93       |
|                | Marcel Lanier    | NC             | 769          | 12,88        |             |             |
|                | Gilbert Colovray | FN             | 613          | 10,27        |             |             |
|                | Bernard Favre    | ÉCO            | 420          | 7,04         |             |             |
|                | Paul Thête       | PCF            | 228          | 3,82         |             |             |
|                |                  |                |              |              |             |             |
| Inscrits       | Inscrits         | Inscrits       | 9 888        | 100,00       | 9 888       | 100,00      |
| Abstentions    | Abstentions      | Abstentions    | 3 669        | 37,11        | 5 102       | 51,60       |
| Votants        | Votants          | Votants        | 6 219        | 62,89        | 4 786       | 48,40       |
| Blancs et nuls | Blancs et nuls   | Blancs et nuls | 249          | 4,00         | 163         | 3,41        |
| Exprimés       | Exprimés         | Exprimés       | 5 970        | 96,00        | 4 623       | 96,59       |

### Canton de Treffort-Cuisiat
| Candidats      | Candidats        | Étiquette      | Premier tour | Premier tour |
| Candidats      | Candidats        | Étiquette      | Voix         | %            |
| -------------- | ---------------- | -------------- | ------------ | ------------ |
|                | Denis Perron*    | DVG            | 2 356        | 58,84        |
|                | Christian Collet | UMP            | 999          | 24,95        |
|                | Georges Laporte  | ÉCO            | 417          | 10,41        |
|                | Thibaut Large    | FN             | 232          | 5,79         |
|                |                  |                |              |              |
| Inscrits       | Inscrits         | Inscrits       | 5 860        | 100,00       |
| Abstentions    | Abstentions      | Abstentions    | 1 750        | 29,86        |
| Votants        | Votants          | Votants        | 4 110        | 70,14        |
| Blancs et nuls | Blancs et nuls   | Blancs et nuls | 106          | 2,58         |
| Exprimés       | Exprimés         | Exprimés       | 4 004        | 97,42        |

*sortant